# 富士能通
富士 能通（ふじ よしみち、元亀元年（1570年） - 承応元年9月22日（1652年10月24日））は、戦国時代・江戸時代の富士山本宮浅間大社の公文職。

## 略歴
『富士本宮雑記抜抄』によると、能通は武田家家臣鷹野徳繁の子であり、富士信忠のもとに養子となり富士姓を名乗ったという。そしてこの時公文職に迎えることが承諾されたとある。幼名は富士千代丸で、別名に宮次郎がある。官位は宮内少輔。
天正4年（1576年）の契約状に富士千代丸の公文職相続に関する取り決めが記され、また富士信通の起請文には富士千代丸の公文職相続を約束する旨が記されている。その後の天正6年（1578年）に富士千代丸は予定通り公文職に就任し、このとき宮次郎を名乗った。享年81。戒名は法明院殿覺山文圓居士。